# Monaeses xiphosurus
Monaeses xiphosurus es una especie de araña cangrejo del género Monaeses, familia Thomisidae. Fue descrita científicamente por Simon en 1907.

## Distribución
Esta especie se encuentra en Guinea-Bisáu.